# Новая Ирландия (остров)
Новая Ирландия (англ. New Ireland, ток-писин Niu Ailan) или Латангай — остров в составе архипелага Бисмарка, принадлежащего Папуа — Новой Гвинее. Площадь острова составляет 7 404,5 км², на нём проживает 118 350 человек. Остров является частью одноимённой провинции региона Айлендс, административным центром является город Кавиенг.

## География

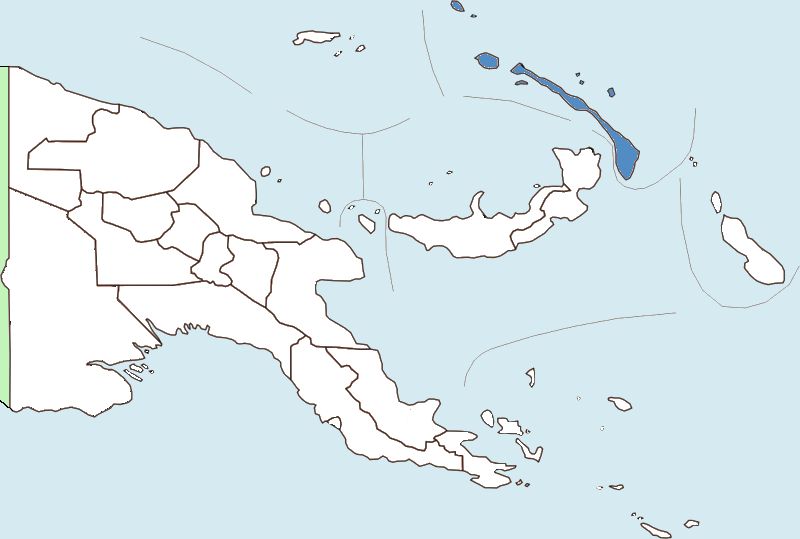
Расположение провинции Новая Ирландия

Новая Ирландия — второй по величине остров архипелага Бисмарка после Новой Британии. Сам архипелаг расположен к северо-востоку от Новой Гвинеи. Новая Ирландия находится в восточной части архипелага между вторым и третьим градусом южной широты и простирается на 400 км с северо-запада на юго-восток. Остров имеет очень тонкую форму и лишь на крайнем юго-востоке он шире, чем 10 км. Новая Ирландия покрыта тропическим лесом и очень гористая. Вершина Тарон в горах Ганса Майера является самой высокой точкой острова (2379 м). Новая Ирландия расположена между морем Бисмарка и Тихим океаном. На юго-востоке она отделена проливом Святого Георгия от Новой Британии, в проливе расположены Острова Дьюк-оф-Йорк. Административный центр провинции Новая Ирландия город Кавиенг находится на севере.

## История

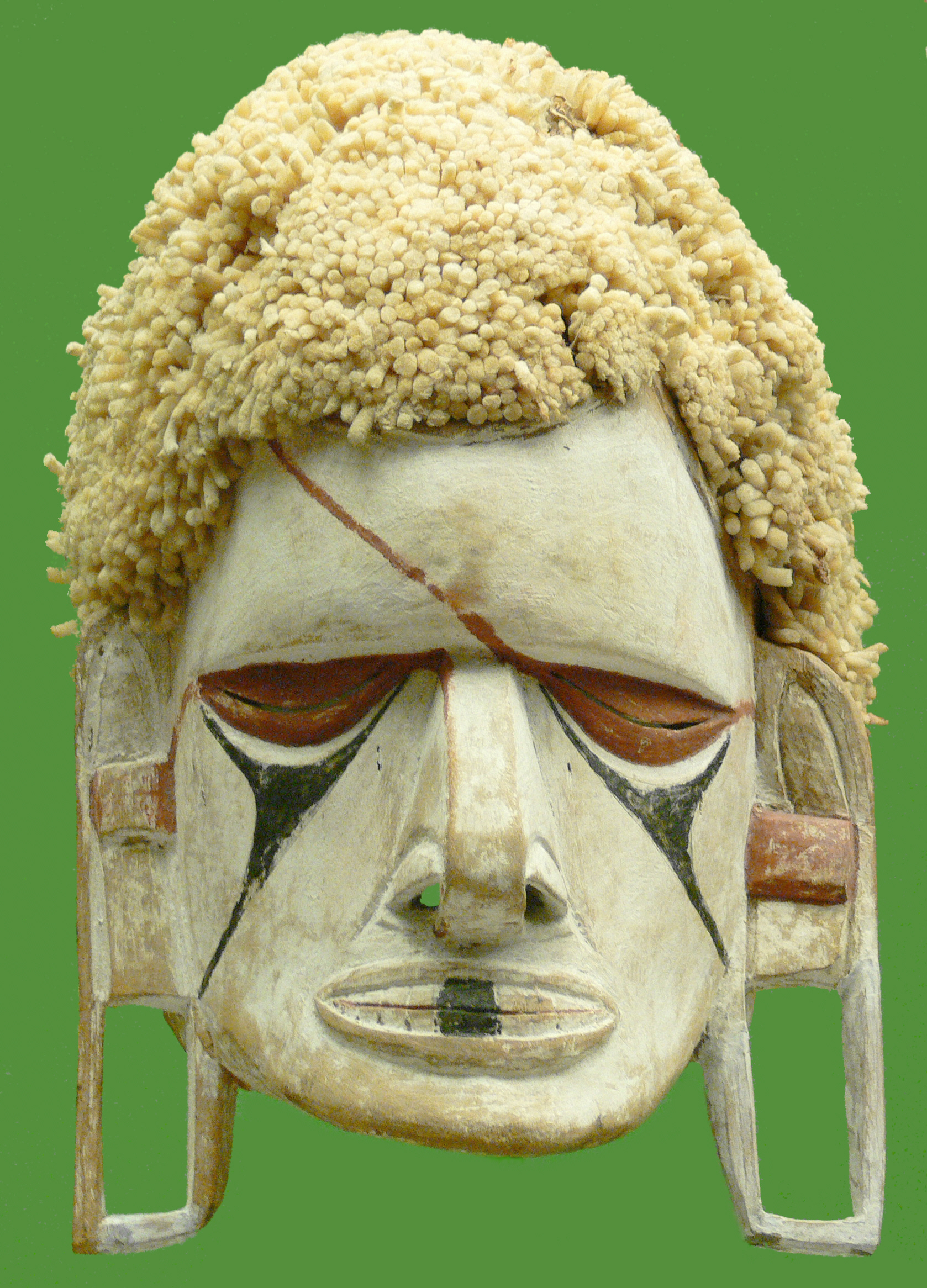
Маска аборигенов Новой Ирландии

Свидетельства человеческого заселения Новой Ирландии прослеживаются до более чем 30 тысяч лет назад.
В 1616 году голландские мореплаватели Якоб Лемер и Виллем Корнелис Схаутен стали первыми европейцами, высадившимися на остров. Впоследствии южный край Новой Ирландии стал популярной остановкой для испанских и голландских кораблей в целях пополнения запасов питьевой воды. Однако то, что Новая Ирландия и Новая Британия — два разных острова, было открыто лишь в 1767 году Филиппом Картеретом. Именно он дал острову название Nova Hibernia, что на латыни означало Новая Ирландия.
В 1870-х годах Новая Ирландия стала объектом вторжений торговцев, увозивших представителей коренного населения на рабский труд на плантации сахарного тростника в Австралию и на Самоа. В 1879 году Новая Ирландия стала ареной крупного обмана авантюриста маркиза де Рая. Он заманил на остров ложными обещаниями белых колонистов, продав им сотни гектар бесполезной земли. Многие умерли от малярии и голода, прежде чем остаток колонистов был спасён и эвакуирован в Австралию. Сам маркиз умер позже в доме сумасшедших во Франции.
С 1885 по 1899 годы Новая Ирландия была частью немецкого протектората (Германская Новогвинейская компания), а с 1899 по 1914 годы частью колонии Германская Новая Гвинея. В этот период остров носил название «Новый Мекленбург» (нем. Neumecklenburg). Со времён немецкого владычества в Новой Ирландии вдоль северо-восточного побережья имеется дорога длиной 250 км из молотых кораллов, соединяющая населённые пункты Само, Наматанаи, Канам, Малом, Логия и Мангай со столицей Кавиенг. Причиной строительства дороги стала необходимость доступа к основанным немцами плантажам копры, оказавшимся весьма прибыльными. С 1975 года дорога носит название Boluminski Highway в честь тогдашнего управляющего островом.
Во время Второй мировой войны Новая Ирландия была занята японской армией. 18 сентября 1945 года японские части, оккупировавшие Новую Ирландию, подписали акт капитуляции на борту британского корабля HMS Swan.

## Язык
Названием острова в папуасской лингва франка ток-писин является также Niu Ailan. В Новой Ирландии употребляются 19 языков, из которых все за исключением одного — австронезийского происхождения и родственны друг другу.